# سیارک ۸۸۳

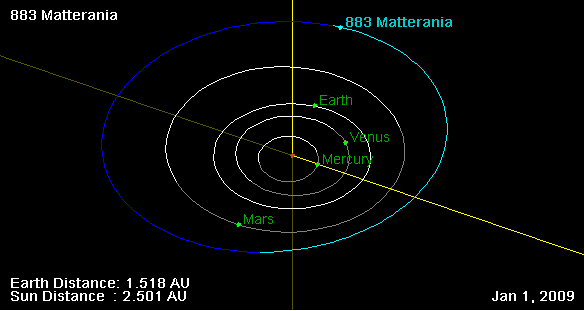
نمایی از محل قرارگیری سیارک ۸۸۳ در مدار - ۲۰۰۹

سیارک ۸۸۳ (به انگلیسی: 883 Matterania، نامگذاری:1917CP) هشتصد و هشتاد و سومین سیارک کشف شده‌است که در ۱۴ سپتامبر ۱۹۱۷ و در هایدلبرگ کشف شد.
قدر مطلق سیارک برابر ۱۲٫۵۹ است.